# Нигра, Костантино
Костантино Нигра граф ди Вилла-Кастельнуово (итал. Costantino Nigra Conte di Villa Castelnuovo, 11 июня 1828 года, Вилла Кастельнуово — 1 июля 1907 года, Рапалло) — итальянский поэт, филолог, политик и дипломат.

## Биография
С 1851 года — на службе в Министерстве иностранных дел.
С 1852 года — личный секретарь Председателей Совета Министров Сардинского Королевства Массимо д’Адзельо и Камилло Бензо ди Кавура. Сопровождал последнего на Парижской конференции 1856 года в качестве Главы Кабинета Председателя Совета Министров (с 1855 года).
С 1856 года — вице-консул 1 класса
С 1858 года — консул 1 класса.
С 1860 года — полномочный министр в Париже.
В 1861 году — губернатор Южных провинций.
С 1862 года — Чрезвычайный и Полномочный Посол во Франции (Париж).
С 1876 года по 1881 год — Чрезвычайный и Полномочный Посол в Российской империи (Санкт-Петербург).
С 1882 года по 1884 год — Чрезвычайный и Полномочный Посол в Великобритании (Лондон).
С 1885 года по 1889 год — Чрезвычайный и Полномочный Посол в Австрии (Вена).
С 1890 года — Сенатор Итальянского Королевства.

## Награды
- Кавалер Высшего ордена Святого Благовещения (5 июня 1892 года)
- Кавалер Большого креста ордена Святых Маврикия и Лазаря
- Кавалер ордена Святых Маврикия и Лазаря (1856 год)
- Кавалер Большого креста ордена Короны Италии
- Орден Святого Александра Невского (Российская империя)[источник не указан 2471 день]
- Кавалер Большого креста ордена Короны (Австрия)
- Кавалер Большого креста ордена Льва и Солнца (Персия)
- Кавалер Большого креста ордена Христа (Португалия)
- Великий офицер ордена Почётного легиона (Франция)
- Командор ордена Изабеллы Католички (Испания)
- Кавалер ордена Красного орла (Пруссия)
- Кавалер ордена Данеброг (Дания)

## Академические и иные научные звания
- Член Академии Дей Линчеи.
- Член Туринской академии наук (с 1898 года).
- Член Королевского института наук, литературы и искусств.
- Член Ломбардийского института наук и литературы.
- Почётный член Литературного общества Венеции.
- Член Ирландской королевской академии.
- Член Австрийской академии наук.
- Почётный доктор литературы и филологии Эдинбургского университета.
- Почётный доктор философии Краковского университета.

## Труды
| Название | Описание                                                                    | Первое издание                                          |
| --- | --------------------------------------------------------------------------- | ------------------------------------------------------- |
| I Canti popolari del Piemonte Народные песни Пьемонта | Рассказ о текстах пьемонтских народных песен с примерами транскрипции.      | Loescher, Турин, 1888 год                               |
| Il Natale in Canavese Рождество а Канавезе | Тексты и комментарии о религиозных представлениях в Валле Сакро             | Roux, Турин, 1894 год                                   |
| La Passione in Canavese Страсти а Канавезе | Тексты и комментарии о религиозных представлениях в Валле Сакро             | Roux, Турин, 1895 год                                   |
| Il Giudizio Universale in Canavese | Тексты и комментарии о религиозных представлениях в Валле Сакро             | Roux, Турин, 1896 год                                   |
| Il Dialetto di Viverone Виверонский диалект | Работа о лексике.                                                           | Miscellanea Ascoli, 1901 год                            |
| Fonetica del dialetto della Valle Soana Фонетика диалекта Валле Соана | Фонетическое исследование                                                   | Loescher, Турин, 1874 год                               |
| Eporediensia | Этимологический трактат о имени города Ивреа.                               | Società Storica Subalpina, 1900 год                     |
| Vocabolario Valdostano Лексикон жителей Валле-д’Аоста | Филологическое исследование.                                                | 1897 год                                                |
| La Rassegna di Novara Новарское обозренние | Лирическая песень прославляющая эпопею 1849 года.                           | Barbera, Рим, 1875 год                                  |
| Per le nozze di Alessandrina D’Azeglio con il marchese Ricci К свадьбе Александрины Д’Адзелио с маркизом Риччи                                                                         | Эпиталама по случаю бракосочетания дочери Массимо д’Адзелио.                | Генуя, 1852 год                                         |
| In morte di Silvio Pellico На смерть Сильвио Пеллико | Сочинение в память итальянского просветителя С. Пеллико.                    | Gazzetta Popolo, Турин, 1854 год                        |
| Idillii Идилии | Размышления о буколике                                                      | Nuova Antologia, Рим, 1893 год                          |
| Inni su Diana ed i Lavacri di Pallade Гимны Диане и на омовение Паллады. | Перевод поэм Каллимаха из Кирены                                            | Loescher, Турин, 1892 год                               |
| Saggio lessicale di basso latino curiale |                                                                             | Tip. Sociale, Пинероло, 1920 год                        |
| Glossae Hibernicae veteris codicis taurinensis |                                                                             | Loescher, Париж, 1869 год                               |
| Ai compagni caduti in guerra Товарищам погибшим на войне | Элегия студентам-берсальерам павшим во время войны 1848—1849 годов.         | 1849 год                                                |
| All’Italia Вся Италия | Патриотическая поэзия.                                                      | Gazzetta Popolo, Турин, 1907 год                        |
| Notizie storiche intorno al borgo di Santhià Исторические сведения о событиях вокруг селения Святой Агаты                                                                              | Историческое исследование.                                                  | Верчелли, 1876 год                                      |
| Le Comte de Cavour e la Comtesse de Circourt Граф Кавур и графиня Чиркур | Рассказ                                                                     | Roux, Турин, 1894 год                                   |
| Note etimologiche e lessicali | Трактат                                                                     | U.T.C., Перуджа, 1905 год                               |
| La Chioma di Berenice Победа Береники | Перевод поэмы Каллимаха из Кирены                                           | Hoepli, Милан, 1891 год                                 |
| L’idea del sostrato celtico ai canti epico-lirici romanzi Идея о кельтской подоплёке эпическо-лирических романов                                                                       | Этимологические размышления                                                 | Archivio Glottologico                                   |
| La Romanza di Tristano e Isotta Роман о Тристане и Изольде | Легенда рассказанная в стихах                                               | Tipografia Senato, Рим, 1897 год                        |
| Le reliquie celtiche Кельтская реликвия | Иллюстрированный и прокомментированный ирландский манускрипт Святого Галла. | Loescher, Турин, 1872 год                               |
| Ricordi Diplomatici (1870) Дипломатические воспоминания (1870) | Рассказ о событиях предшествовавших Франко-Прусской войне 1870—1871 годов   | Nuova Antologia, Рим, 1895 год                          |
| Sulle origini e sulle ramificazioni della casa marchionale d’Ivrea in relazione a casa Savoia О происхождении и об ответвлениях маркграфского дома д' Ивреа в связи с Савойским домом. | Историческое исследование                                                   | Bovo & Baccolo, Салюццо, 1900 год                       |
| Uno degli Edoardi in Italia; favola o storia? Один из Эдуардов в Италии: сказака или действительность?                                                                                 | Трактат на открытие могилы Короля Эдуарда Английского.                      | Nuova Antologia, Рим, 1901 год                          |
| Guida itinerario per le Valli dell’Orco, Soana e Chiusella Путеводитель по Валле делл' Орко, Соану и Кьюзелле                                                                          | Туристический путеводитель                                                  | Casanova, Турин, 1869 год                               |
| L’Uomo selvaggio Дикий человек | Толкование легенды                                                          | Rivista Critica della letteratura Italiana, Anno 7, № 1 |
| Postille lessicali sarde Сардинские лексические заметки | Этимологические размышления                                                 |                                                         |
| Il codice irlandese dell’Ambrosiana Ирландский амброзианский кодекс | О кельтском языке.                                                          | Archivio Glottologico Italiano, 1878 год, том V         |